# Franse parlementsverkiezingen 1968
De Franse parlementsverkiezingen van 1968 vonden op 23 en 30 juni 1968 plaats. Het waren de vierde legislatieve verkiezingen ten tijde van de Vijfde Franse Republiek. 
President Charles de Gaulle kondigde op 30 mei 1968 vervroegde verkiezingen aan. Reden tot deze vervroegde parlementsverkiezingen waren de revolutionaire woelingen die Parijs en ander grote steden al weken in de greep hielden. Linkse studenten demonstreerden tegen het in hun ogen conservatieve regeringsbeleid van De Gaulle. Bij de eerste ronde, op 23 juni, behaalden de gaullisten en hun bondgenoten een grote overwinning. Dankzij het districtenstelsel verkregen de gaullisten op 30 juni zelfs een absolute meerderheid. Als gevolg hiervan waren de gaullisten niet meer afhankelijk van samenwerking met de kleinere centrumpartijen.
Na de verkiezingswinst wijzigde de president zijn regering en verving o.a. premier Georges Pompidou door Maurice Couve de Murville die met een reeks hervormingen kwam aanzetten om de onrust in het land weg te nemen.

## Uitslagen
| Partis ou coalitions                             | Partis ou coalitions                                  | Afkorting                       | Stemmen 1e ronde | % 1e ronde | Zetels 2e ronde |
| ------------------------------------------------ | ----------------------------------------------------- | ------------------------------- | ---------------- | ---------- | --------------- |
|                                                  | Union pour la défense de la République                | UDR                             | 8.442.413        | 38,1       | 294             |
|                                                  | Progrès et démocratie moderne                         | PDM                             | 2.289.849        | 10,3       | 27              |
|                                                  | Républicains indépendants                             | RI                              | 1.225.119        | 5,5        | 64              |
|                                                  | Divers droite                                         | DVD                             | 917.753          | 4,1        | 9               |
| Presidentiële Meerderheid & PDM                  | Presidentiële Meerderheid & PDM                       | Presidentiële Meerderheid & PDM | 12.875.134       | 58,1       | 394             |
|                                                  |                                                       |                                 |                  |            |                 |
|                                                  | Parti communiste français                             | PCF                             | 4.434.832        | 20,0       | 34              |
|                                                  | Fédération de la gauche démocrate et socialiste       | FGDS                            | 3.660.250        | 16,5       | 57              |
|                                                  | Parti socialiste unifié                               | PSU                             | 873.581          | 3,9        | -               |
| Linkse oppositie                                 | Linkse oppositie                                      | Linkse oppositie                | 9.132.145        | 41,2       | 91              |
|                                                  |                                                       |                                 |                  |            |                 |
|                                                  | Onafhankelijken                                       |                                 | 111.200          | 0,5        | -               |
|                                                  | Alliance républicaine pour le progrès et les libertés | ARPL                            | 28.736           | 0,1        | -               |
|                                                  |                                                       |                                 |                  |            |                 |
|                                                  | Totaal                                                |                                 | 22.147.215       | 100        | 485             |
| Onthoudingen : 20 % (1e ronde) 22,2 % (2e ronde) |                                                       |                                 |                  |            |                 |

### Samenstelling in deNationale Vergadering
| Groepering          | Leden | Andere fractieleden | Totaal | %     |
| ------------------- | ----- | ------------------- | ------ | ----- |
| UDR                 | 270   | 23                  | 293    | 60,16 |
| RI                  | 57    | 4                   | 61     | 12,52 |
| FGDS                | 57    | 0                   | 57     | 11,70 |
| Communiste          | 33    | 1                   | 34     | 06,98 |
| PDM                 | 30    | 3                   | 33     | 06,78 |
| Niet-ingeschrevenen | 9     | -                   | 9      | 01,85 |
| Total               | 456   | 31                  | 487    | 100,0 |

(4) De Groupe Socialiste werd in oktober 1969 opnieuw opgericht